# أ. جاي بيرو
أ. جاي بيرو (بالإنجليزية: A. J. Pero)‏ هو طبال أمريكي، ولد في 14 أكتوبر 1959 في جزيرة ستاتن في الولايات المتحدة، وتوفي في 20 مارس 2015 في نيويورك في الولايات المتحدة.

## وصلات خارجية
- أ. جاي بيرو على موقع IMDb (الإنجليزية)
- أ. جاي بيرو على موقع ميوزك برينز (الإنجليزية)
- أ. جاي بيرو على موقع أول ميوزيك (الإنجليزية)
- أ. جاي بيرو على موقع ديسكوغز (الإنجليزية)
- أ. جاي بيرو على موقع قاعدة بيانات الفيلم (الإنجليزية)
- أ. جاي بيرو على موقع كينوبويسك (الروسية)